# Isao Hosoe
Isao Hosoe (jap. 細江 勲夫 Hosoe Isao; * 1942 oder 1943 in der Präfektur Tokio; † 3. Oktober 2015 in Mailand, Italien) war ein japanischer Möbel- und Industriedesigner.

## Leben
Isao Hosoe schloss 1965 an der Nihon-Universität ein Studium zum Raumfahrtingenieur ab und zog noch im selben Jahr nach Mailand, wo er bis 1974 mit dem Architekten und Designer Alberto Rosselli zusammenarbeitete. Für das Design des Reisebusses Meteor gewann er 1970 auf der Mailänder Triennale seinen ersten Compasso d’Oro, für seine Tischleuchte Hebi erhielt er 1973 die Goldmedaille auf der Biennale für Industriedesign in Ljubljana. Neben weiteren Fahrzeugen und Leuchten entwarf er in den folgenden Jahren Haushaltsgeräte, Glasobjekte, Möbel, Elektrogeräte und Ladeneinrichtungen. 1981 gründete er gemeinsam mit Antonio Barrese und Pietro Salmoiraghi die Gruppe D-R-C (Design Research Center), die sich insbesondere dem Entwurf von Firmenlogos und ergonomischen Büromöbeln widmete. 1985 verließ er die Gruppe und gründete die Firma Hosoe-Design. Da Hosoe eng mit seinen Mitarbeitern, Kunden und Studenten zusammenarbeitete, gibt es keinen eindeutigen „Hosoe-Stil“, sondern es gab „immer bedarfsgerechte Lösungen, die allerdings oft über eine zusätzliche, unerwartete Qualität verfügen“. Er erhielt für sein Schaffen zahlreiche weitere Preise, darunter mehrfach den Compasso d’Oro und den SMAU Award, die Goldmedaille der Triennale di Milano, den red dot design award, den Office-Design-Preis der Orgatechnik, den IF Award, den Good Design Award der Japan Industrial Design Promotion Organization, mehrere Good Design Awards des Chicago Athenaeum sowie mehrmals Auszeichnungen des ID Annual Design Review.
Hosoe lehrte als Professor für Industriedesign am Polytechnikum Mailand und der Domus Academy in Mailand, an der Universität La Sapienza in Rom sowie der Universität Siena. Er lehrte an verschiedenen Instituten wie dem Istituto Superiore per le Industrie Artistiche in Florenz, Les Ateliers in Paris, der Escuela de Grafismo Elisava in Barcelona, der Rhode Island School of Design in Providence oder der Universität Lissabon. Er war Mitglied der Associazione per il Disegno Industriale, der Società Italiana di Ergonomia, des Japan Design Committee sowie des Japan Inter Design Forum.
Er wurde mit mehreren Einzelausstellungen in Tokio und Seattle sowie bei zahlreichen Gemeinschaftsausstellungen geehrt, und seine Werke sind Teil der Dauerausstellungen des Victoria and Albert Museum in London, des Centre Georges Pompidou in Paris, des Chicago Athenaeum Museum of Architecture and Design in Chicago und des Museo nazionale della scienza e della tecnologia Leonardo da Vinci in Mailand.